# 岐北厚生病院
岐北厚生病院（ぎほくこうせいびょういん）は、岐阜県山県市にある病院。JA岐阜厚生連（岐阜県厚生農業協同組合連合会）が運営する医療機関の一つである。通称として岐北病院と呼ばれることが多い。

## 概要
岐北厚生病院は診療科26科・病床数284床（一般144床、療養54床、地域包括ケア58床、緩和28床）を有す山県市を代表する医療機関である。臨床研修指定病院。救急指定病院として岐阜県知事により告示されている。
岐北厚生病院は岐阜市との境に立地する山県市唯一の病院であり、山県市、関市西部及び岐阜市北東部の地域医療を担う中核病院である。診療面においては特に乳癌診療を中心とした乳腺外来に特に力を入れている。また乳腺血管造影検査など乳腺関連における特殊な検査も実施している。そのほかの特徴として、痔を中心とした肛門科の専門治療も行っている。
設備面においてはMRIやマンモグラフィなどの高度医療機器を備えている。その他にもケアプランセンターや訪問看護ステーションなど在宅介護を支援する施設も併設されている。
その他の特徴として、地域連携室を設置するなど病診連携にも取り組んでいる。それに関連して本院は8床の開放型病床を有しており、開放型病院として機関指定されている。そのほか岐北厚生病院に関しては、1998年（平成10年）7月に本院で発生した異型輸血事故に関して「こうして事故は起こった －岐北厚生病院・異型輸血事故の検証」という本が発行されている。本では事故発生の状況から事故防止への取り組み・被害者家族へのサポートなどが当事者の経験も交えながら著されており、病院におけるリスクマネジメントを考えるうえで、実際の事故について詳しく検証された数少ない本として評されている。

## 沿革
- 1951年（昭和26年） - 山県病院として開設。
- 1972年（昭和47年） - 岐北病院に改称。
- 1979年（昭和54年） - 岐北総合病院に改称。
- 2003年（平成15年） - 岐北厚生病院に改称。
- 2020年（令和2年）9月 - 新築した南棟での診療を開始。

## 診療科
- 内科
- 神経内科
- 循環器科
- 呼吸器科
- 消化器科
- 肛門科
- 泌尿器科
- 小児科
- 婦人科
- 外科
- 脳神経外科
- 整形外科
- 呼吸器外科
- 皮膚科
- 耳鼻咽喉科
- 眼科
- 放射線科
- 麻酔科
- リハビリテーション科
- 緩和ケア科
- 形成外科
- 腎臓内科
- 血液内科
- 乳腺外科
- リウマチ科

## 専門外来
- 乳腺外来（外科）

## 交通機関

### 最寄りのバス停
- 岐阜市コミュニティバス「みわっこバス」 「岐北厚生病院」バス停下車。
- 山県市コミュニティバス「ハーバス」大桑線・伊自良線 「岐北厚生病院」バス停下車。
- 岐阜バス岐阜高富線・岐北線ほか 「岐北厚生病院」バス停下車。

### JR岐阜駅・名鉄岐阜駅からのアクセス
- JR岐阜駅バスターミナル（岐阜駅北口）12番のりば 、または名鉄岐阜のりば（名鉄岐阜駅神田町通り）4番のりばより各線で約30分。
  - 岐阜高富線「山県バスターミナル」「山県市役所前」行き
  - 岐北線「谷合」「塩後」「山県高校」行き
  - 高美線「中濃庁舎」行き
  - 岐阜板取線「ほらどキウイプラザ」行き
  - 岐阜女子大線「岐阜女子大学」行き